# Това е така Рейвън
Това е така, Рейвън (на английски: „That's So Raven“) е американски детски сериал на Дисни Ченъл от 17 януари 2003 до 10 ноември 2007 г. Действието се развива в Сан Франциско и разказва за живота на Рейвън Бакстър (в ролята играе актрисата Рейвън-Симоне), чернокожо момиче със свръхестествени способности, което получава видения за бъдещи събития и се опитва да ги преодтврати. То използва своята изобретателност и талант и различни костюми и маски за да влезе и излезе от различни забавни ситуации.
Сериалът е номиниран за различни награди, включително Еми. Той е първият в историята на Дисни Ченъл, който достига 100 епизода, а също така и с най-висок рейтинг при първото си излъчване. Сериалът е в основата на три видео игри.